# Georg Ziegler (Missionar)

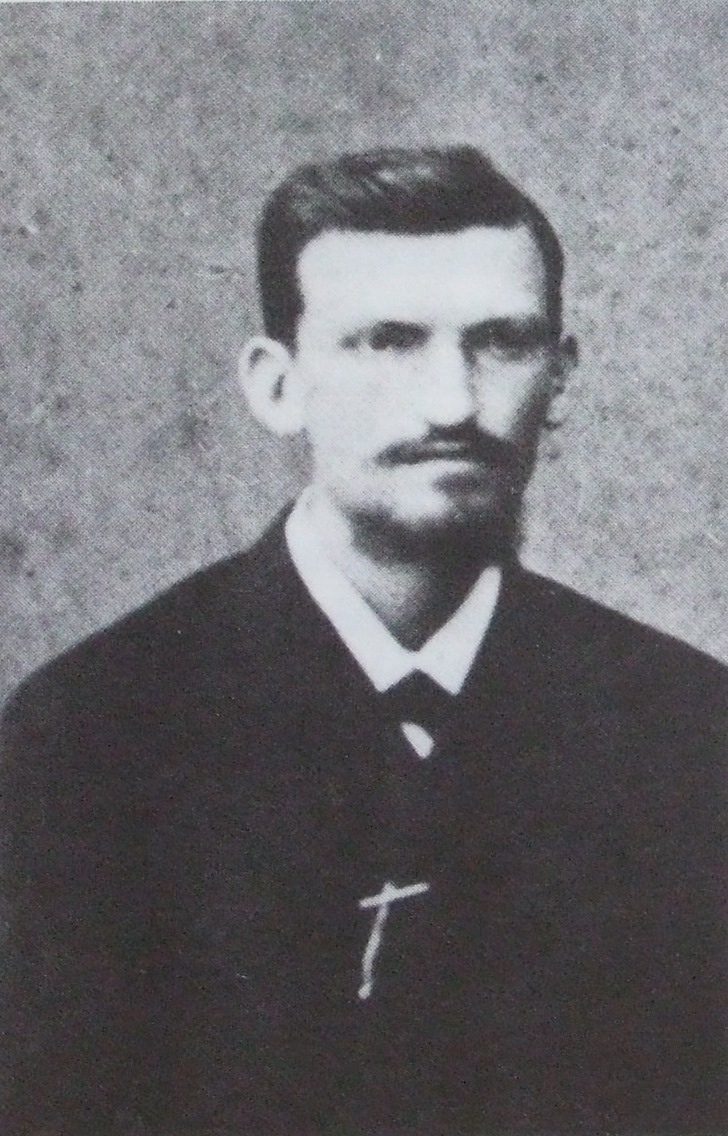
Georg Ziegler

Georg Ziegler, auch Johann Georg Ziegler (* 29. Juli 1859 in Eschelbronn; † 13. Januar 1923 in Heidelberg) war ein deutscher evangelischer Missionar in China sowie Ehrendoktor der theologischen Fakultät der Ruprecht-Karls-Universität Heidelberg und Generalpräses der Basler Evangelischen Missionsgesellschaft in China.

## Leben
Georg Ziegler wurde als Sohn von Martin Ziegler, dem Betreiber der Ziegler’sche Mühle, in Eschelbronn geboren und arbeitete zunächst als Müller in dem elterlichen Betrieb. Die Konfirmation erhielt er von dem Pfarrer Spengler aus Eichtersheim. Sein Entschluss, den Familienbetrieb zu verlassen und als Theologe tätig zu werden, wurde maßgeblich von einer Predigt beeinflusst, die Robert Pearsall Smith, eine prägende Gestalt der Heiligungsbewegung, 1875 in Heidelberg hielt.
Ziegler heiratete am 16. Oktober 1888 in China die Pfarrerstochter Johanna Spengler (1863–1952). Aus der Ehe gingen sechs Kinder hervor. Der Sohn Gerhard Ziegler fiel am 1. Oktober 1918 im Ersten Weltkrieg.
Im Jahr 1881 trat Ziegler in das Missionshaus der Basler Mission ein. Am 27. Juli 1885 wurde er in der Evangelischen Kirche in Hoffenheim von dem Pfarrer Schück zum Missionar ordiniert und reiste im gleichen Jahr nach China, wo er, zunächst an der Missionsstation Hokschuha, als Missionar tätig war. Während seiner dortigen Amtszeit wuchs die Gemeinde von 196 auf 256 Mitglieder, verdoppelte sich die Anzahl der Schüler und verdreifachten sich die Taufbewerber.
Ab 1896 unterrichtete er Theologie an der Basler Mission in Lilong im ehemaligen Kreis Bao'an und war dort ab 1900 Vorstand des Predigerseminars sowie ab 1907 Generalpräses der Mission. 1916 bekam er den Ehrendoktortitel der theologischen Fakultät der Ruprecht-Karls-Universität Heidelberg verliehen. In der Ernennungsurkunde war hierzu vermerkt:

„Er hat das apostolische Amt des Missionars mit Eifer und Umsicht verwaltet, das theologische Seminar erfolgreich geführt, das ganze Werk als Generalpräses geleitet, insbesondere auch während des Weltkrieges den Samen des ewigen Lebens unermüdlich ausgestreut und das sichtbare Reich des Gottes des Friedens, des wir warten, aufgebaut.“

Im Ersten Weltkrieg wurde ein Reiseverbot für Missionare in China ausgesprochen. Nach dem Krieg sollte Ziegler, wie auch andere Missionare, zudem ausgewiesen werden. Die Ausweisung wurde jedoch durch eine Gegenvorstellung chinesischer Christen verhindert.
Ziegler gilt als Biblizist und betrachtete die Kreuzigung und Auferstehung Jesu Christi als Kern seiner Theologie und zentrales Element der Heiligen Schrift. Während seiner Arbeit in China verfasste er mehrere Schriften über Volksreligion, Sitten und Gebräuche des Landes.

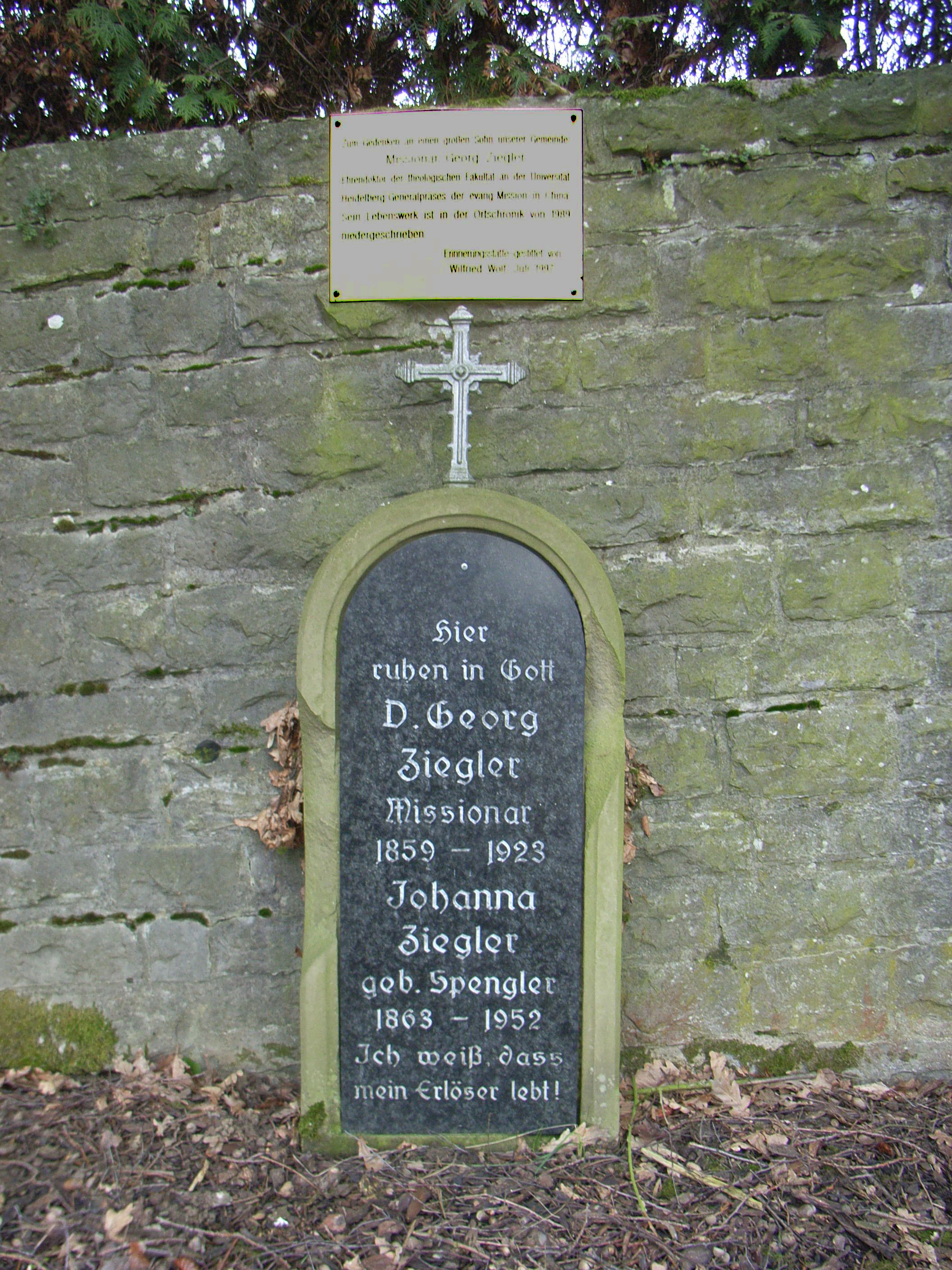
Georg Ziegler, Grabstein und Gedenktafel

1920 beendete Ziegler seinen 35-jährigen China-Aufenthalt; er zog zurück nach Baden-Württemberg. Ab 1921 litt er an einer Neuropathie und starb am 13. Januar 1923 an einem Herzinfarkt. Er wurde am 16. Januar auf dem Friedhof Eschelbronn begraben. Dort befindet sich seit 1997 über seinem Grab eine Erinnerungstafel.

## Werke
- Zauberei und Wahrsagerkunst in China, 1898
- Chinesische Sitten und Verhältnisse im Vergleich zu den biblisch-israelischen, 1900